# 徳源院 (米原市)
徳源院（とくげんいん）は、滋賀県米原市清滝にある天台宗の寺院。山号は霊通山。本尊は聖観世音菩薩。寺号で清瀧寺（せいりゅうじ）とも呼ばれる。京極氏の菩提寺であり、境内にある京極家墓所は国の史跡に指定されている。

## 歴史
当院は、弘安6年（1283年）に近江守に任ぜられた京極氏の初代当主・京極氏信によって、弘安9年（1286年）に柏原城の跡地に創建された。寺名は氏信の法号の清瀧寺殿からとられ清瀧寺とされ、氏信の死後にはその菩提寺とされた。
戦国時代となり京極氏が没落すると当院も傾廃した。
寛文12年（1672年）に讃岐国丸亀藩主京極高豊は、江戸幕府に請願して播磨国にある丸亀藩の所領2村と近江国の当地を交換し、当地に残されていた京極氏信の菩提寺である当院を再興させて三重塔（滋賀県指定有形文化財）を寄進し、当院の院号を父・京極高和の法名に基づき徳源院と改めた。また、付近に散在していた中世京極氏歴代の18基の宝篋印塔を新しく整備した京極家墓所（国指定史跡）の上段に集め、下段には家を中興した京極高次の石製霊屋を中心に歴代丸亀藩主と多度津藩主の墓所とした。
1976年（昭和51年）から1977年（昭和52年）にかけて三重塔の修理が行われると、瓦葺から創建当初の杮葺に戻されている。
当院の北には清滝神社がある。

## 境内
- 本堂
- 位牌堂
- 庫裏
- 客殿
- 庭園（滋賀県指定名勝） - 小堀遠州による作庭とされる池泉回遊式庭園。
- 三重塔（滋賀県指定有形文化財） - 寛文12年（1672年）に讃岐国丸亀藩主京極高豊により建立。
- 道誉桜（米原市指定天然記念物） - 婆沙羅大名として知られる佐々木道誉（京極高氏）が愛したと伝えられるしだれ桜。現在の桜は2代目と3代目である[7]。
- 京極家墓所（国指定史跡） - 京極家歴代の宝篋印塔が並んでいる。
  - 京極氏信
  - 京極宗綱
  - 京極貞宗
  - 京極宗氏
  - 佐々木道誉（京極高氏）
  - 京極高秀
  - 京極高詮
  - 京極高光
  - 京極持高
  - 京極高数
  - 京極持清
  - 京極政光
  - 京極高清
  - 京極高広
  - 京極高弥
  - 京極高吉
  - 京極高次
  - 京極忠高
  - 京極高和
  - 京極高豊
  - 京極高或
  - 京極高矩
  - 京極高中

## 文化財

### 国指定史跡
- 京極家墓所

### 滋賀県指定有形文化財
- 三重塔

### 滋賀県指定名勝
- 徳源院庭園

### 米原市指定有形文化財
- 木造聖観世音菩薩立像 - 鎌倉時代。
- 木造如意輪観世音菩薩坐像 - 江戸時代。
- 大般若経 600帖 - 南北朝時代。

### 米原市指定天然記念物
- 道誉桜

## 前後の札所
びわ湖百八霊場
48 悉地院　-　49 徳源院　-　50 松尾寺

## 所在地
- 滋賀県米原市清滝288

## アクセス
- JR東海道本線 柏原駅より徒歩約29分。